# 郭靖安
郭靖安（？—），中华人民共和国政治人物、外交官。
1991年，接替崔杰，担任中华人民共和国驻加纳大使。1993年，由张德政接任。